# Turbo Lover
Singles de Judas Priest
Some Heads Are Gonna Roll
(1984) Locker In
(1986)
Turbo Lover est un single du groupe de heavy metal Judas Priest, sorti le 7 avril 1986 sur leur album studio Turbo. Contrairement à l'album, la plupart de l'accueil réservé à cette chanson a été positif et elle est considérée comme un classique de Judas Priest. Un vidéo-clip a été réalisé pour la chanson.
Le groupe utilise des guitares synthétiseurs pour la chanson, ainsi que pour le reste de l'album. La chanson, qui est presque tout le temps jouée en concert, est plus heavy metal, en raison des guitares utilisées en concerts.

## Paroles
Les paroles de la chanson ont été décrites comme portant sur l'érotisme « auto ».
Le chanteur Rob Halford a déclaré : « J'ai juste aimé l'analogie de la moto comme euphémisme pour l'amour. Et 'I'm your turbo lover, tell me there's no other' ('Je suis ton amoureux du turbo, dis-moi qu'il n'y en a pas d'autre'), cela a une sorte de connotation sexuelle – ce qui est bien. Cela a été fait à plusieurs reprises dans le rock n' roll : utiliser une machine, une voiture ou une moto, c'est juste un moment d'évasion amusant plus qu'autre chose.

## Réception
L'écrivain d'AllMusic, Steve Huey, dans sa critique de l'album parent de la chanson, Turbo, l'a appelé "de loin la meilleure chanson du disque". Decibel Magazine a décrit la chanson comme « l'une des chansons les plus classiques (de la discographie de Judas Priest) avec Breaking the Law, Painkiller, You've Got Another Thing Comin', Living After Midnight, Electric Eye, Hell Bent for Leather, Victim of Changes, Metal Gods, The Green Manalishi (With The Two Pronged Crown),...». Loudwire a classé la chanson au numéro 10 sur sa liste des « 10 meilleures chansons de Judas Priest ».

## Personnel
- Rob Halford - chant
- Glenn Tipton - guitare soliste
- K. K. Downing - guitare rythmique
- Ian Hill - guitare basse
- Dave Holland - batterie

## Charts
| Chart (1986)                   | Peak position |
| ------------------------------ | ------------- |
| US Mainstream Rock (Billboard) | 44            |